# Müglitztal
Müglitztal är en kommun i Landkreis Sächsische Schweiz-Osterzgebirge i förbundslandet Sachsen i Tyskland. Kommunen har cirka 1 900 invånare.
Kommunen ingår i förvaltningsområdet Dohna-Müglitztal tillsammans med kommunen Dohna.